# Palas (hija de Tritón)

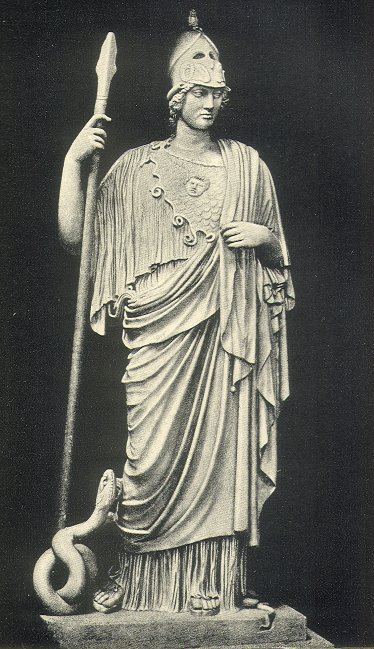
Estatua de Atenea (o Minerva). Fotograbado de la estatua de mármol original del Vaticano en Roma. Esta estatua se conoce como Atenea (o Minerva) Giustiniani. Fue encontrada en el templo de Minerva Médica en el monte Esquilino y se supone que es una copia de una estatua de Fidias. Está admirablemente conservada y está esculpida en fino mármol de Paros. Museos del Vaticano.

Palas o Pálade (griego antiguo: Παλλάς, Pallás), en la mitología griega, era una compañera de juegos de Atenea e hija de Tritón, como dios del lago Tritonis de las tierras libias. Aparece sólo en leyendas tardías como una diferenciación para el epíteto ritual de Palas Atenea, de origen discutido.

## Apolodoro
Apolodoro despacha el mito de Palas de manera breve y la vincula de manera natural con el Paladio y las tierras troyanas. El autor dice que cuando nació Atenea fue criada por Tritón, cuya hija era Palas. Las dos se ejercitaban en el arte de la guerra y en una ocasión riñeron. Palas estaba a punto de golpear a Atenea, pero Zeus, temeroso, interpuso su égida, y cuando Palas sorprendida miró hacia arriba, cayó herida por Atenea. Ésta, muy afligida, fabricó una imagen semejante a Palas, le cubrió el pecho con la égida que ella había temido, y colocándola al lado de Zeus la veneró. Más tarde Electra, en el momento de su ultraje, buscó refugio junto a la imagen, y Zeus arrojó el Paladio y a Ate al país ilíaco. Ilo construyó un templo y le dio culto. Más tarde Ilo se desposó con Eurídice, hija de Adrasto, y engendró a Laomedonte; éste fue padre de Príamo, el célebre rey de Troya que participa en la Ilíada.

## Platón
Graves dice que Platón identificaba a Atenea, patrona de Atenas, con la diosa libia Neit, que pertenecía a una época en la que no se reconocía la paternidad. Neit tenía un templo en Sais, donde trataron bien a Solón por el simple hecho de ser ateniense. La égida, un zurrón mágico de piel de cabra que contenía una serpiente y  estaba protegido por una máscara de Gorgona, pertenecía a Atenea mucho antes de que Zeus pretendiera ser su padre. Los delantales de piel de cabra eran la vestimenta habitual de las muchachas libias, y Palas significa meramente «doncella» o «joven».

## Heródoto
Esta historia sobre Atenea y Palas inspiró un festival anual en Libia dedicado a la diosa. Un pasaje de Heródoto relata esta costumbre y dice que con los maclíes lindan los auseos. Estas gentes, así como los maclíes, viven a orillas del lago Tritónide, y el Tritón fija los límites entre ambos pueblos. Los maclíes se dejan crecer el cabello en la parte posterior de la cabeza, mientras que los auseos lo hacen en la parte frontal. Con ocasión de una festividad anual en honor de Atenea, sus doncellas, divididas en dos bandos, luchan entre sí con piedras y garrotes, cumpliendo así, según cuentan, los ritos instituidos por sus antepasados en honor de la divinidad  indígena que nosotros llamamos Atenea. Y a las doncellas que pierden la vida a consecuencia de las heridas, las tildan de falsas doncellas.
Antes de lanzarlas a la lucha hacen lo siguiente: cada año atavían en común a una doncella —a la más hermosa— con un yelmo corintio y una panoplia griega, luego la hacen subir a un carro y la llevan en procesión alrededor del lago. No se sabe con qué tipo de armas ataviaban a las doncellas antaño, antes de que los griegos se establecieran en sus proximidades; lo más probable es que estuvieses ataviadas con armas egipcias, pues tanto el escudo como el casco han llegado a Grecia procedentes de Egipto. Por otra parte, Atenea es hija de Poseidón y del lago Tritónide, y que, molesta por lo que fuera con su padre, se puso a las órdenes de Zeus, quien la adoptó como hija suya. Además, gozan de las mujeres a discreción, y no están casados con ellas, sino que se aparean como las bestias. Y cuando una mujer tiene un hijo como resultado de sus relaciones con varios hombres, los interesados se reúnen en un lugar determinado a los dos meses y el niño se considera hijo del hombre al que se parezca.

## Pausanias
Pausanias también nos habla del origen libio de Atenea, aunque obvia a Palas. Dice que por encima del Cerámico y del Pórtico llamado Real hay un templo de Hefesto. La estatua de Atenea se encuentra próxima al templo, pues las leyendas atenienses vinculan a ambos personajes en la persona de Erictonio. La estatua de Atenea tenía los ojos glaucos por lo que el geógrafo, investigando, dice que su origen es libio: éstos dicen que Atenea es hija de Poseidón y la laguna Tritónide, y que, a causa de esto, sus ojos son glaucos, como los de Poseidón.